# Ukrán Biztonsági Szolgálat
Az Ukrán Biztonsági Szolgálat, rövidítve SZBU (ukránul: СБУ – Служба безпеки України [Szluzsba bezpeki Ukrajini]) Ukrajna egyik nemzetbiztonsági szolgálata. Fő működési területei a kémelhírítás, alkotmányvédelem, terrorellenes tevékenység, a szervezett bűnözés és a korrupció elleni harc és egyéb illegális tevékenységet felderítése és felszámolása. 1991 szeptemberében hozták létre az egykori KGB ukrajnai köztársasági részlegének alapjain. Az SZBU-ból 2004-ben kivált a Hírszerző Igazgatóság, mely azóta Ukrán Külső Hírszerző Szolgálat (SZZRU) néven működik. Kb. 30 ezer munkatársa van, központja Kijevben, a Volodimirszka utca 33. szám alatt található.

## Vezetői testülete[1]
- elnök: Vaszil Maljuk

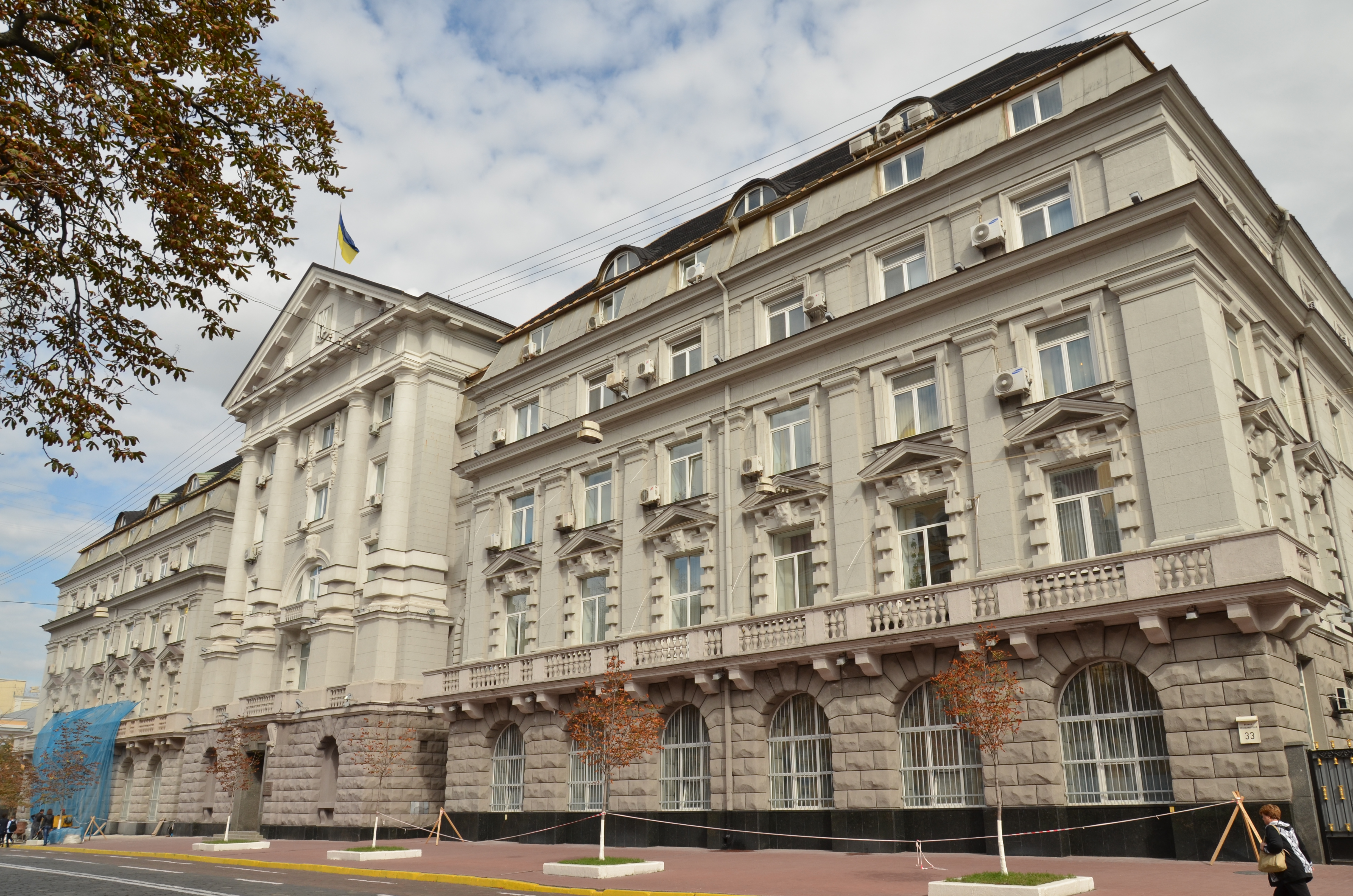
Az SZBU Kijevben, a Volodimirszka utca 33. szám alatt található központja

- első elnökhelyettes: Szerhij Andrusenko
- elnökhelyettes: Anatolij Szandruszkij
- elnökhelyettes: Szerhij Naumjuk

## Az SZBU elnökei
- Vaszil Maljuk (2023. február 7-től, 2022. július 18. –  2023. február 7. között megbízott)[2]
- Ivan Bakanov (2019. augusztus 29. – 2022. július 17.)
- Vaszil Szerhijovics Hricak (2015. július 2. – 2019. augusztus 29.)
- Valentin Nalivajcsenko (2014. február 22. – 2015. június 18.)
- Olekszandr Jakimenko (2013. január 9. – 2014. február 22.)
- Ihor Horoskovszkij (2012. február  3. – 2013. január 9.)
- Valerij Horoskovszkij (2010. március 11. – 2012. január 18.)
- Valentin Nalivajcsenko (2006. december 22. – 2010. március 11., 2009. márciusig megbízottként)
- Ihor Drizscsanij (2005. szeptember 8. – 2006. december 22.)
- Olekszandr Turcsinov (2005. február 4. – 2005. szeptember 8.)
- Ihor Szmesko (2003. szeptember 4. – 2005. február 4.)
- Volodimir Radcsenko (2001. február 10. – 2003. szeptember 2.)
- Leonyid Derkacs (1998. április 22. – 2001. február 10.)
- Volodimir Radcsenko (1995. július 3. – 1998. április 22.)
- Valerij Malikov (1994. július 12. – 1995. július 3.)
- Jevhen Marcsuk (1991. november 6. – 1994. július 12.)
- Mikola Holusko (1991. szeptember 20. – 1991. november 6., megbízott)